# 3. Unterseebootsflottille
De 3. Unterseebootsflottille, ook bekend onder de naam Unterseebootsflottille Lohs, was een operationele eenheid U-Boten van de Kriegsmarine. De eenheid werd in oktober 1937 opgericht en kwam onder leiding te staan van Hans Eckermann. De naam was te danken aan de succesvolle marineofficier Johannes Lohs, die aan het einde van Eerste Wereldoorlog in zijn UB 57 sneuvelde.
109 U-Boten maakten tijdens het bestaan van de eenheid deel uit van de 3. Unterseebootsflottille. De eenheid zat in haar eerste jaren gevestigd in Kiel en werd in december 1939 opgeheven. In maart 1941 werd de eenheid heropgericht in Kiel. In oktober van dat jaar na de Slag om Frankrijk werd de eenheid overgeplaatst naar het beter gelegen La Rochelle in Frankrijk. In augustus 1944 na operatie Overlord vertrokken de laatste boten richting een nieuwe eenheid in het nog veilige Noorwegen. Enkele maanden later, in oktober, werd de 3. Unterseebootsflottille officieel opgeheven.

## Commandanten
- Oktober 1937 - december 1939 - Kapitänleutnant Hans Eckermann[1]
- Maart - juli 1941 - Korvettenkapitän Hans Rösing[1]
- Juli 1941 - maart 1942 - Kapitänleutnant Herbert Schultze[1]
- Maart - juni 1942 - Kapitänleutnant Heinz von Reiche[1]
- Juni 1942 - oktober 1944 - Korvettenkapitän Richard Zapp[1]

## Organisatie
De 3. Unterseebootsflottille maakte deel uit van de Führer der Unterseeboote West (F.d.U. West), dat was gevestigd in Parijs. Naast de 3. Unterseebootsflottille maakte ook de volgende eenheden deel uit van de F.d.U. West:
- 1. Unterseebootsflottille, met het hoofdkwartier in Brest
- 2. Unterseebootsflottille, met het hoofdkwartier in Lorient
- 6. Unterseebootsflottille, met het hoofdkwartier in St. Nazaire
- 7. Unterseebootsflottille, met het hoofdkwartier in St. Nazaire
- 9. Unterseebootsflottille, met het hoofdkwartier in Brest
- 10. Unterseebootsflottille, met het hoofdkwartier in Lorient
- 12. Unterseebootsflottille, met het hoofdkwartier in Bordeaux

## Inzet U-Boten
| Periode           | Type U-Boten |
| ----------------- | ------------ |
| tot december 1939 | Type II      |
| vanaf maart 1941  | Type VII     |

### Type II
U 8, U 10, U 12, U 14, U 16, U 18, U 20, U 22, U 24

### Type VII
U 82, U 85, U 132, U 134, U 138,
U 141, U 143, U 146, U 147, U 205, U 206, U 212,
U 231, U 241, U 242, U 245, U 246, U 257, U 258,
U 259, U 262, U 275, U 280, U 289, U 332, U 333,
U 334, U 341, U 343, U 344, U 352, U 373, U 375,
U 376, U 378, U 384, U 391, U 398, U 402, U 423,
U 431, U 432, U 433, U 444, U 451, U 452, U 458,
U 466, U 468, U 469, U 476, U 478, U 483, U 484,
U 553, U 567, U 568, U 569, U 570, U 571, U 572,
U 573, U 596, U 600, U 611, U 613, U 615, U 619,
U 620, U 625, U 630, U 635, U 645, U 652, U 657,
U 661, U 671, U 677, U 701, U 706, U 712, U 719,
U 734, U 752, U 753, U 760, U 763, U 952, U 953,
U 957, U 960, U 970, U 971, U 975, U 978, U 992,
U 993